# Christoph Blocher
Christoph Wolfram Blocher (Schaffhausen, 11 de outubro de 1940) é um político e um empresário bilionário suíço. É vice-presidente do União Democrática do Centro (Schweizerische Volkspartei) da Suíça. Foi membro do Conselho Federal Suíço entre 2004 e 2007. Para muitos suíços ele é considerado o "enfant terrible" da política. Porém, sob sua liderança, a direita nacionalista consegui obter mais espaço dentro do poder.

## Biografia
Depois do ensino básico, Blocher formou-se como agricultor. Sem nunca ter exercido essa profissão, ele retornou aos bancos escolares, concluiu o ensino médio e posteriormente estudou direito. Em 1968, já como recém-formado advogado, Blocher foi contratado pelo grupo empresarial químico Ems-Chemie. Em 1971 ele ascendeu ao cargo de vice-diretor e, em 1973 tornou-se presidente da empresa. Seis anos depois, Blocher passou a ser membro do conselho de administração da EMS.
Em 1983, Blocher comprou a empresa através do antigo banco Schweizerischen Bankgesellschaft, onde ele também fazia parte do conselho de administração desde 1981. Graças a sua campanha política contra a integração da Suíça ao Comunidade Económica Europeia e a posterior derrota da proposta através de plebiscito popular, Blocher perdeu em 1991 seu assento no conselho de administração do banco, agora chamado União de Bancos Suíços.

### Carreira política expressa
A primeira participação política de Christoph Blocher ocorreu no parlamento estudantil de Zurique, onde atuava na mesma época o atual ministro Moritz Leuenberger, do Partido Socialista Suíço. Em 1974, Blocher foi eleito deputado na Câmara Municipal de Meilen, uma pequena cidade localizada na chamada “Costa de Ouro” do Lago de Zurique até 1978. Em nível estadual, Blocher atuou entre 1975 e 1980 na Câmara Estadual de Zurique (Zürcher Kantonsrat). Entre esse período ele assumiu em 1977 a presidência da seção de Zurique do partido União Democrática do Centro. A partir de 1979, Blocher entrou para o cenário político nacional. Nesse ano ele foi eleito deputado federal no Parlamento, onde atuou como membro da comissão de economia e impostos.
Através de votação secreta, deputados e senadores suíços elegeram em 10 de dezembro de 2003 Christoph Blocher como membro do governo federal, composto por sete ministros. Para exercer o cargo, Blocher afastou-se da direção da EMS. Já completam alguns anos que Christoph Blocher e seu partido, a União Democrática do Centro (UDC), fazem o papel de oposição cerrada às propostas do governo. As bases para essa atuação foram firmadas em 1986 com a criação do movimento AUNS, que significa Ação para uma Suíça neutra e independente, uma agremiação que combate a integração do país à União Europeia e a imigração. Blocher é seu presidente.
Através desse grupo, o empresário pôde conduzir o que ele chamava de política de oposição “realista e esforçada”. Dentre suas ações, destacaram-se as campanhas contrárias a adesão suíça ao Espaço Econômico Europeu, à União Europeia, a Organização das Nações Unidas e também contra a participação de tropas do exército suíço em ações no exterior. A atuação como líder espiritual da oposição trouxe frutos para Blocher e a UDC. O partido tem agradado cada vez maiores setores da população, num período marcado pela insegurança econômica, algo não muito comum num país estável como a Suíça.

### Referendo impor limites à imigração
Os suíços foram chamados em 9 de fevereiro de 2014 a pronunciar-se sobre uma "iniciativa popular" do partido União Democrática do Centro (SVP) de Christoph Blocher para limitar a imigração e que defende o restabelecimento de quotas de mão-de-obra estrangeira no país, que em parte foram suprimidas com os acordos de livre circulação entre a União Europeia (UE) e a Suíça assinado em 2009. Segundo os primeiros resultados oficiais, citados pela AFP, o "Sim" venceu com 50,3% dos votos expressos.

## Ligações externos
- Swissinfo: Christoph Blocher: o novo ministro, 10 de dezembro 2003
- Brasil de Fato: Ascensão e queda de um extremista de direita, 19 de Agosto 2013]